# Beilschmiedia brandisii
Beilschmiedia brandisii är en lagerväxtart som beskrevs av Joseph Dalton Hooker. Beilschmiedia brandisii ingår i släktet Beilschmiedia och familjen lagerväxter. Inga underarter finns listade i Catalogue of Life.